# Чокоева, Рейна Нурманбетовна
Рейна Нурманбетовна Чокоева (род. 13 июля 1938 года, с. Уч-Терек, Уч-Терекский (ныне Токтогульский) район, Джалал-Абадская область, Киргизская ССР, СССР) — советская и киргизская артистка балета, балетмейстер. Народная артистка Киргизской ССР (1967), профессор (2003). Лауреат Государственной премии СССР (1976).

## Биография
Рейна Нурманбетовна Чокоева родилась 13 июля 1938 года в многодетной семье партийного работника. В 1947 году скончался её отец, мать осталась с шестью детьми.
С 1956 года, по окончании Ленинградского хореографического училища (ныне Академия русского балета имени А. Я. Вагановой) (педагог М. Б. Страхова), работала в труппе Фрунзенского театра (ныне Киргизский театр оперы и балета имени А. Малдыбаева). Выступала на фестивале балета в Гаване, танцевала на сценах в Италии, Сирии, Канаде, Румынии, ГДР, Чехословакии, Швеции, Дании, Монголии.
1 января 1980 года назначена директором Фрунзенского Хореографического училища. Покинула пост в 1986 году. С 1985 года училась в ГИТИС им. Луначарского на балетмейстерском факультете. С 1990 года, после окончания учебы в ГИТИСе, устроилась на работу педагогом — балетмейстером в Киргизский государственный театр оперы и балета. С 1995 по 2008 год работала директором Бишкекского хореографического училища.

## Основные партии
Танцевала в партиях: Толгонай («Материнское поле» Молдобасанова), Чолпон («Чолпон» Раухвергера), Зейнеп («Куйручук» Молдобасанова и Окунева), Аврора, Лауренсия, Мария, Китри, Фригия, Мехменэ Бану, Никия; Любовь и Жизнь («Бессмертие» Нурымова), Асель («Асель» Власова), Сари («Тропою грома») и др.

## Награды и звания
- Заслуженная артистка Киргизской ССР (1962).
- Народная артистка Киргизской ССР (1967).
- Государственная премия СССР в области театрального искусства (1976).
- Орден Трудового Красного Знамени.
- Орден «Знак Почёта» (1 ноября 1958 года) — за выдающиеся заслуги в развитии киргизского искусства и литературы и в связи с декадой киргизского искусства и литературы в городе Москве[1].
- Орден «Манас» III степени (26 января 2003 года) — за особые заслуги перед государством и народом Кыргызстана[2][3].
- Орден Дружбы (17 октября 2003 года, Россия) — за большой вклад в развитие российско-киргизского сотрудничества в области культуры и искусства[4].
- Орден Монгольской Республики.
- Лауреат международной премии Чингиза Айтматова (1995).

## Семья
- Супруг — Минжилкиев Булат Абдуллаевич, артист балета, народный артист СССР.
- Сын — Минжилкиев Мирад Булатович, кинорежиссёр-постановщик, писатель.
- Сноха — Минжилкиева Азиза Умаровна, артистка балета, заслуженная артистка Кыргызской Республики.
- Внучка — Айжан Мирадовна Минжилкиева.